# 朗尼舍達站
朗尼舍達站（Nonneseter holdeplass），是卑爾根輕鐵1號線及2號線的車站，也是現時卑爾根輕鐵系統中唯一兩路線共用的車站。站名是以月台旁邊的朗尼舍達教堂（Nonneseter Chapel，朗尼舍達修道院唯一仍存在的建築物）命名。
車站位於碼頭街（Kaigaten）、也位於卑爾根車站的旁邊，使本站成為卑爾根對外連繫的主要車站。

## 車站構造
兩個車站月台均設於原來碼頭街的行人路上，月台中央設有統一的有蓋候車亭。亭內設有自助售票機、顯示附近街道資訊的的LED屏幕及2張候車長櫈，而月台上亦豎立了列車資訊屏。

### 月台配置
設有側式月台2座，現時仍採用1號線的命名方式，靠近朗尼舍達教堂的一端為「1號軌道」、靠近卑爾根車站一邊為「2號軌道」。
| 月台 | 路線    | 目的地         |
| ---- | ------- | -------------- |
| 1    | 1 1號線 | 卑爾根機場方向 |
| 1    | 2 2號線 | 菲林斯谷方向   |
| 2    | 1 1號線 | 城市公園方向   |
| 2    | 2 2號線 | 碼頭街方向     |

## 相鄰車站
卑爾根輕鐵
-   1   1號線

城市公園 - 朗尼舍達 - 巴士總站（1號線月台）
-   2   2號線

碼頭街 - - 朗尼舍達 - 巴士總站（2號線月台）

## 外部連結
- 卑爾根輕鐵朗尼舍達站電子時間表 （页面存档备份，存于）